# Andrés Felipe Arias
Andrés Felipe Arias Leiva (Medellín; 4 de mayo de 1973) es un economista colombiano, condenado por la Corte Suprema de Justicia a 17 años y 5 meses de prisión en el año 2010 y ratificada en el año 2014, por ser el responsable de las conductas punibles de peculado por apropiación y contrato sin cumplimiento de requisitos legales, celebrados cuando se encontraba a cargo del Ministerio de Agricultura en el gobierno de Álvaro Uribe implementando el programa Agro Ingreso Seguro.
Se graduó como economista en la Universidad de los Andes en 1999. Luego hizo una maestría y un doctorado en economía en la Universidad de California, Los Ángeles. Ejerció como director de la política Macroeconómica del Ministerio de Hacienda en el 2002. Después fue nombrado Viceministro de Agricultura en el 2004, y luego Ministro de Agricultura y Desarrollo Rural en 2005 durante el gobierno de Álvaro Uribe Vélez; cargo al cual renunció el 7 de febrero del 2009 para ser candidato presidencial por el Partido Conservador en las elecciones de 2010. En julio de 2019 fue extraditado a Colombia y está a la espera de trámite de ley de segunda instancia, figura que viene siendo contemplada en el ordenamiento jurídico colombiano desde el año 2018 a través de una sentencia de la corte constitucional, además de una fuerte insistencia por parte del Comité de Derechos Humanos en aprobar la segunda instancia en la justicia colombiana.
Su gestión como ministro estuvo envuelta por los escándalos de Carimagua y los hechos de corrupción ocurridos durante el programa Agro Ingreso Seguro. Por estos últimos hechos fue investigado por la Procuraduría y por la Fiscalía. El 19 de julio de 2011 la Procuraduría lo encontró culpable, destituyéndolo e inhabilitándolo por 16 años para ejercer cargos públicos. El 3 de julio de 2014 la Corte Suprema de Justicia lo halló culpable por los delitos de celebración de contratos sin cumplimiento de requisitos legales y peculado a favor de terceros por lo cual el 17 de julio lo condenó a 17 años y 4 meses de prisión.
El 21 de mayo de 2020, la Corte Constitucional de Colombia decidió a favor de Andrés Felipe Arias una tutela interpuesta por él, y ordenó a la Corte Suprema de Justicia tramitar en una sala especial la impugnación contra la sentencia condenatoria, en favor a su derecho a la doble conformidad.

## Biografía
Arias cursó el bachillerato en el Columbus School donde recibió el así llamado "Valedictorian Award", en Medellín. En 1993, Arias prestó servicio militar.
En marzo de 1999, Arias se graduó en economía en la Universidad de los Andes. Después, hizo un M.A. de economía en la misma universidad (obtuvo una beca llamada Beca Excelencia). En 2002, gracias a una beca en economía del Banco de la República, obtuvo el doctorado (Ph.D.) en economía en la Universidad de California (UCLA). En la Universidad de California fue asistente de investigación en el proyecto "Caída en la volatilidad del ciclo económico en Estados Unidos", que fue dirigida por los profesores Lee Ohanian y Gary Hansen." También hizo una pasantía de verano en la División de Desarrollo y Supervisión de Políticas en el Fondo Monetario Internacional en Washington. Así mismo fue asistente de investigación en la UCLA en el proyecto: "Efecto de las hojas de balance de las empresas en Ecuador después de la crisis financiera de 1997. En el Banco de la República se desempeñó como investigador, asistente del gerente técnico y comenzó haciendo una pasantía." Arias regresó a Colombia e ingresó al gobierno; fue director de Política Macroeconómica del Ministerio de Hacienda de Colombia. A partir del 16 de febrero de 2004, Arias se desempeñó como viceministro del Ministerio de Agricultura y Desarrollo Rural.

### Ministro de Agricultura
A partir del 4 de febrero de 2005, Arias asumió el cargo de ministro titular de dicha cartera reemplazando en este cargo a Carlos Gustavo Cano. En 2006, durante el segundo mandato del reelecto presidente Uribe, Arias es ratificado en el cargo.
Arias ha pertenecido a las juntas directivas y comités directivos de Ecopetrol S.A.; la Bolsa Nacional Agropecuaria; Colciencias; la Corporación Nacional de Investigaciones Forestales (Conif); el Consejo Nacional de Ciencia y Tecnología Agropecuaria. También integra el Comité del Fondo de Estabilización de Precios de los azúcares centrifugados; del Fondo Nacional del Ganado; del Fondo de Estabilización de Precios del Ganado, Leche y Derivados; del Banco Agrario de Colombia; del Instituto Colombiano Agropecuario (ICA); de la Corporación Colombiana de Investigación Agropecuaria (Corpoica); de la Corporación Colombia Internacional y del Comité Nacional de Crédito Agropecuario. 

#### Gestión por recuperación del campo
En 2008, durante la rendición de cuentas gubernamentales del gobierno Uribe, Arias dijo que el desarrollo en el campo de Colombia había crecido 4.5% en 2007, de las más altas desde 1991 y desde que entró el presidente Uribe al poder. Según Arias el crecimiento se logró por el otorgamiento de créditos a proyectos productivos con la compra y utilización de equipos, maquinaria, desarrollo en infraestructura, biotecnología y mejora de suelos. Las inversiones totalizaron cerca de 1.3 billones de pesos.
A pesar de los avances el campo continúa en poder de grandes terratenientes y con problemas de sustitución de cultivos ilícitos desarrollados por el narcotráfico en Colombia.
El programa bandera de su gestión, llamado Agro Ingreso Seguro, fue manipulado por el entonces Ministro para favorecer a grandes terratenientes y a financiadores de la campaña del entonces presidente Álvaro Uribe Vélez.

#### Biocombustibles
Su gestión buscó consolidar la producción de biocombustibles en Colombia para autoabastecer al país a base de caña de azúcar y palma africana. Arias mantuvo la tesis en 2008 que la producción mundial de biocombustibles, etanol y biodiésel, no absorbía más del 0.07% del total de la producción mundial de alimentos, a pesar del crecimiento de dicho sector tras los altos precios del petróleo. Esto con relación a la Crisis alimentaria mundial (2007-2008) y al debate que generó la destinación de alimentos para abastecer la demanda por combustibles más baratos.

#### Programa de Recuperación de Tierras (Proret)
Arias desarrolló el proyecto llamado Programa de Recuperación de Tierras (Proret), un programa piloto para apoyar a los campesinos desplazados por la violencia, y han perdido sus tierras o están en riesgo de perderlas. y el ministerio le otorgó asesoría y orientación jurídica con el fin de recuperar sus derechos de propiedad, posesión, tenencia u ocupación.

#### Posiciones políticas
Como ministro de Agricultura Arias también se caracterizó por ser uno de los escuderos políticos más visibles del expresidente Uribe. Durante las primeras revelaciones del escándalo de la parapolítica Arias salió en defensa del expresidente después de que este dijera que se sentía sin respaldo y cuando la oposición hablaba de "parauribismo" debido a que la mayoría de los implicados pertenecían a la coalición de gobierno. Más tarde, siendo ministro, Arias se dedicó a emprender una campaña llamada "No al despeje", para evitar que se pactara una zona de encuentro en los municipios de Pradera y Florida en un eventual acuerdo humanitario con la guerrilla de las FARC, por ese entonces Uribe dijo que lo veía como su posible sucesor con lo que ganó relevancia mediática, la oposición lo acusó de estar en campaña presidencial y de participar indebidamente en política.

#### Hacienda Carimagua
En 2008 Arias estuvo en medio de una controversia política después de que la unidad investigativa del periódico El Tiempo en su edición del 9 de febrero reveló una información según la cual el predio Carimagua ubicado en Puerto Gaitán de propiedad de la Nación y que estaba destinado para atender a familias desplazadas por la violencia iba a ser entregado a empresarios en concesión y por muy bajo precio por parte del Ministerio de Agricultura que había hecho los trámites para cambiar la destinación del predio y otorgárselo a los latifundistas. Edgardo Maya alertó sobre la irregularidad de la situación mientras que Arias argumentó que dichos predios no eran productivos para los campesinos que no tenían los recursos para explotarlos, afirmación que desmintió el senador Jorge Robledo al revelar que los predios sí eran productivos y rentables para los campesinos.
Después de varios debates que lideraron los senadores Cecilia López y Jorge Robledo, el gobierno revocó la licitación forzado por las denuncias de la Procuraduría General sobre la ilegalidad del proceso, pues en su concepto "No sólo se vulneró los derechos a la verdad, la justicia y a la reparación de estas personas, sino que impidió que recibieran la mínima atención del Estado".' Finalmente, el gobierno nombró una comisión de expertos que en mayo del mismo año concluyó que el predio debía ser asignado a un proyecto productivo entre familias desplazadas y empresarios privados.
Como resultado, las 17 mil hectáreas de la hacienda Carimagua, se destinarían a un proyecto de siembra de caña de azúcar y sorgo dulce para la producción de etanol con la participación de la petrolera estatal colombiana Ecopetrol y los hogares desplazados podrían terminar como accionistas propietarios del proyecto con el derecho de usufructuar la tierra y de participar de las ganancias que genere la sociedad que tendría una duración de 50 años. La Junta Directiva de Ecopetrol aprobó la propuesta del gobierno con la que se descartó la convocatoria de una licitación para seleccionar el socio privado de los desplazados en el proyecto. Sin embargo, el senador Robledo señaló: '"Es el mismo perro con distinto lazo; es el mismo proyecto plutocrático de siempre, sólo que con otra envoltura. Es otra versión del modelo malayo, que en últimas consiste en que los pobres del campo a lo máximo a lo que pueden aspirar es a ser peones o aparceros de algún patrón”.

#### Agro Ingreso Seguro (AIS)
Su programa estrella "Agro Ingreso Seguro" creado para "promover la productividad y competitividad, reducir la desigualdad en el campo y preparar al sector agropecuario para enfrentar el reto de la internacionalización de la economía"' habría favorecido a prestantes familias del Magdalena y del Valle del Cauca. El escándalo se hizo público cuando se supo que una de las beneficiarias del programa era una exreina de belleza colombiana, la señora Valerie Domínguez, así como su novio, su cuñada y sus suegros; sólo entre la familia Dávila Jimeno sumaron subsidios por $2.200.000.000 por conceptos de "riego y drenaje". Posteriormente se conoció que las tierras pertenecían a Juan Manuel Dávila Jimeno, suegro de la señora Domínguez, quien fraccionó sus fincas para arrendárselas a su propia familia y así recibir más subsidios de los permitidos por la ley ($400.000.000 por cada beneficiario). Uno de los consultores que conoce el programa dijo "Lo de los Dávila es una vergüenza. ¿Cómo le regalan plata de todos los colombianos a una de las familias más poderosas de Magdalena? Es inaudito".
Al verse envuelta en medio de la polémica por ser una figura pública, la señora Domínguez renunció al subsidio. A la postre, el gobierno ordenó la devolución de los dineros, sólo luego de que se desatara el escándalo y ante las evidentes "argucias" que habían utilizado para apoderarse de más subsidios, como el caso de la familia Dávila Jimeno. Pero lo cierto es que únicamente procede la devolución voluntaria de los recursos al erario, es decir que no hay forma de obligar a los beneficiarios del subsidio a devolver los dineros recibidos.
Entre las otras prestantes familias beneficiadas por los subsidios, están los Vives Lacoture, Lacoture Dangond y Lacoture Pinedo, todas familias de amplia trayectoria política en el Caribe Colombiano. En el Valle del Cauca, María Mercedes Sardi de Holguín, prima del exministro del interior Carlos Holguín Sardi recibió más de 200 millones de pesos por el mismo concepto.
Arias ha respondido ante todos estos cuestionamientos argumentando que todos los beneficiarios del programa son gente honesta, sin problemas con la justicia y que era falso que la mayoría de beneficiados fueron aportantes a la campaña del expresidente Álvaro Uribe Vélez. Sin embargo, el periodista Daniel Coronell, y un artículo del diario El Espectador refutaron dichas afirmaciones.
La Procuraduría formuló pliego de cargos contra Arias y contra el exministro Andrés Fernández, por "aparentes desvíos de subsidios destinados a campesinos pobres, que favorecieron a acaudalados hacendados". También resultaron afectados 9 funcionarios del Ministerio de Agricultura
La Procuraduría General de la Nación dictó sentencia frente al caso de AIS, sentenciando a Arias a una destitución e inhabilidad para ejercer cargos públicos por 16 años. Del mismo año la justicia colombiana lo envía al centro de reclusión del Cantón Norte por el caso AIS.

#### Precandidato presidencial
En febrero de 2010 fue precandidato a la Presidencia de Colombia por el Partido Conservador. La revista Semana denunció anomalías en la financiación de su campaña que están siendo investigadas. Arias reconoció el triunfo de Noemí Sanín en la consulta del partido conservador el 19 de marzo del 2010. Arias perdió la contienda por 40.000 votos, logrando sin embargo un millón de sufragios. Arias dijo que respaldaba al partido pero que no iba a presionar a sus colaboradores a decidir por quien votar. Todos sus ayudantes, secretarias y jefes de debate, como Beatriz Uribe, se unieron al día siguiente a la campaña de Juan Manuel Santos.

### Destitución y condena
Debido a las irregularidades ocurridas durante el programa de Agro Ingreso Seguro (AIS), la Procuraduría anunció en octubre de 2009 una investigación en contra de Arias y lo halló culpable el 19 de julio de 2011, por lo cual lo destituyó e inhabilitó para ejercer cargos públicos por 16 años.
Por estos mismos hechos de corrupción en AIS, la Fiscalía citó a Arias a interrogatorio el 20 de agosto de 2010 y le imputó cargos el 13 de junio de 2011. El 26 de julio de 2011 se decretó medida de detención en instituto carcelario en contra de Arias y posteriormente fue recluido en la Escuela de Caballería del Cantón Norte, en Bogotá. El 14 de junio de 2013, Arias recobró la libertad por orden del Tribunal Superior de Bogotá, aunque su investigación permaneció vigente.
El 3 de julio de 2014, la Corte Suprema de Justicia lo declaró culpable por los delitos de celebración de contratos sin cumplimiento de requisitos legales y peculado a favor de terceros. El 17 de julio de 2014 lo condenó a 17 años y 4 meses de prisión y le impuso una multa de 30.800 millones de pesos. Durante un tiempo permaneció prófugo de la justicia, pero fue capturado el 24 de agosto de 2016 y esperó su proceso judicial para definir su posible extradición en una prisión de Miami. Andrés Felipe Arias logró libertad bajo fianza en la Florida, Álvaro Uribe Vélez viajó a la Florida con tal fin. El 11 de diciembre de 2016, desde su casa en la Florida, Andrés Felipe Arias dijo en entrevista a los medios que no se benefició del dinero del programa Agro Ingreso Seguro. Arias afirmó que la Corte Constitucional Colombiana fabricó crímenes en su contra para enviarlo a prisión por más de 17 años.

### Caso Odebrech
Según un informe del periodista Daniel Coronell revelado en enero de 2024, existen varias evidencias y testimonios que comprometen a Arias con los sobornos pagados por Odebrecht, entre ellos el incremento patrimonial sin sustentar de su padre, su madre y su hermano; así como el testimonio del condenado Otto Bula quien declaró bajo juramento que conocía sobre una supuesta mensualidad que era pagada a Arias por la multinacional cuando este se desempeñaba como ministro.